# 丰产乡 (拜泉县)
丰产乡，是中华人民共和国黑龙江省齐齐哈尔市拜泉县下辖的一个乡镇级行政单位。

## 行政区划
丰产乡下辖以下地区：
礼让村、平等村、民众村、欢胜村、爱国村、有利村、向前村、双河村、同意村、长荣村、长安村、富荣村、新荣村、永兴村、兴良村、有富村和仁合村。